# فريدريك فورسبرغ (لاعب هوكي الجليد)
فريدريك فورسبرغ (بالسويدية: Fredrik Forsberg)‏ هو لاعب هوكي الجليد سويدي، ولد في 6 يونيو 1996.

## وصلات خارجية
- فريدريك فورسبرغ على موقع EliteProspects.com (الإنجليزية)